# Dorothy Hamill
Dorothy Stuart Hamill  (ur. 26 lipca 1956 w Chicago) – amerykańska łyżwiarka figurowa startująca w konkurencji solistek. Mistrzyni olimpijska z Innsbrucka (1976), mistrzyni świata (1976), dwukrotna wicemistrzyni świata (1974, 1975) oraz 3-krotna mistrzyni Stanów Zjednoczonych (1974–1976).
Jej pierwszym mężem w latach 1982–1984 był aktor i piosenkarz Dean Paul Martin, zaś drugim mężem Kenneth Forsythe (1987–1995), z którym ma córkę Alexandrę. W 2009 roku wyszła za mąż po raz trzeci za Johna MacColla. 
Hamill napisała dwie autobiografie: On and Off the Ice oraz w 2007 roku drugą część A Skating Life: My Story. 
Hamill cierpi na chroniczną depresję, którą leczy środkami medycznymi oraz terapią. Podobne problemy zdrowotne mieli jej rodzice, a także jej własna córka. W 2008 roku Hamill potwierdziła, że miała raka piersi.

## Osiągnięcia
| Zawody                               | 68–69          | 69–70          | 70–71          | 71–72          | 72–73          | 73–74          | 74–75          | 75–76          |                |                |                |                |                |                |                |                |                |
| Międzynarodowe                       | Międzynarodowe | Międzynarodowe | Międzynarodowe | Międzynarodowe | Międzynarodowe | Międzynarodowe | Międzynarodowe | Międzynarodowe | Międzynarodowe | Międzynarodowe | Międzynarodowe | Międzynarodowe | Międzynarodowe | Międzynarodowe | Międzynarodowe | Międzynarodowe | Międzynarodowe |
| ------------------------------------ | -------------- | -------------- | -------------- | -------------- | -------------- | -------------- | -------------- | -------------- | -------------- | -------------- | -------------- | -------------- | -------------- | -------------- | -------------- | -------------- | -------------- |
| Igrzyska olimpijskie                 |                |                |                |                |                |                |                | 1              |                |                |                |                |                |                |                |                |                |
| Mistrzostwa świata                   |                |                |                | 7              | 4              | 2              | 2              | 1              |                |                |                |                |                |                |                |                |                |
| Grand Prix International St. Gervais |                |                |                | 1              |                |                |                |                |                |                |                |                |                |                |                |                |                |
| Nebelhorn Trophy                     |                |                |                | 1              |                |                |                |                |                |                |                |                |                |                |                |                |                |
| Prague Skate                         |                |                |                |                | 1              |                |                |                |                |                |                |                |                |                |                |                |                |
| Richmond Trophy                      |                |                |                |                | 1              |                |                |                |                |                |                |                |                |                |                |                |                |
| Krajowe                              |                |                |                |                |                |                |                |                |                |                |                |                |                |                |                |                |                |
| Mistrzostwa Stanów Zjednoczonych     | 1 N            | 2 J            | 5              | 4              | 2              | 1              | 1              | 1              |                |                |                |                |                |                |                |                |                |

## Nagrody i odznaczenia
- Światowa Galeria Sławy Łyżwiarstwa Figurowego – 2000[5]
- Amerykańska Galeria Sławy Łyżwiarstwa Figurowego – 1991[6]